# Bodotria rugosa
Bodotria rugosa is een zeekommasoort uit de familie van de Bodotriidae. De wetenschappelijke naam van de soort is voor het eerst geldig gepubliceerd in 1963 door Gamo.